# Czornyj angieł – Remixes
Czornyj angieł – Remixes – album ukraińskiej piosenkarki Switłany Łobody wydany w 2006 roku nakładem wytwórni Moon Records. Płyta zawierała remiksy kilku piosenek z debiutanckiej płyty artystki zatytułowanej Ty nie zabudiesz z 2005 roku.

## Lista utworów
Spis sporządzono na podstawie materiału źródłowego.
1. „Czornyj angieł” (Q-Coba Remix)
2. „Daj mnie” (MBM Music Remix)
3. „Tam za obłakami” (MBM Music Remix)
4. „Wozmi” (T. Pash Remix)
5. „Czorno-bieła zima” (Major Remix)
6. „Ty nie zabudiesz” (T. Pash Remix)
7. „Ja zabudu tebia” (MBM Music Remix)
8. „Nie pokidaj” (MBM Music Remix)
9. „Ja zabudu tebia” (Major Remix)
10. „Czornyj angieł” (Bossa Version)
11. megamiks